# Luca De Gennaro
Luca De Gennaro (Torino, 27 luglio 1959) è un disc jockey, critico musicale e conduttore radiofonico italiano.

## Biografia

### Attività radiofonica
Nel 1976 comincia l'attività di conduttore radiofonico a Radio Città (Genova) e successivamente a Radio Genova International. Nel 1978 è tra i fondatori della prima emittente “rock” della Liguria, Radio Blue 44. Nel 1979 si trasferisce a Roma dove lavora per il circuito radiofonico Radio Luna. Nel 1980 passa a Radio Antenna Musica (RAM 102) e nel 1981 comincia a condurre programmi per Radio Rai: "Master" (in coppia con Serena Dandini), "Rock Village" (primo programma a trasmettere le cassette "demo" dei nuovi artisti italiani indipendenti) e “Stereocity”.
Alla fine degli anni Ottanta produce e conduce programmi radiofonici in onda sulla emittente inglese BBC Radio 5 e sulla radio giapponese J-Wave. Dal 1991 conduce su Radio Rai i programmi musicali "Planet Rock" (in coppia con Gennaro Iannuccilli) e "Weekendance". Trasferitosi a Milano nel 1996, continua la collaborazione con Radio Rai dalla sede di Corso Sempione con la rubrica settimanale “Alta Fedeltà” e dal 1999 con una nuova edizione di “Weekendance”, programma dedicato alla scena della musica dance elettronica (in coppia con Fabio De Luca).
Nel 2007 avvia la collaborazione con Radio Capital, dove conduce il programma serale “Whatever” e la rubrica settimanale “Capital Singles Club” e dal 2014 “Black Or White” in coppia con Massimo Oldani. Dal 2020 nella fascia pomeridiana conduce su Radio Capital “Capital Records” con Mixo. Dal 2022 conduce il podcast “Live! Io c’ero”, prodotto da One Podcast.

### Attività televisiva
Dopo una sporadica collaborazione con Video Music, nel 1987 entra nella redazione del settimanale di cinema "Ciak" trasmesso da Italia Uno (Mediaset), nel 1988 è responsabile degli ospiti musicali del varietà di Rai Uno "Sulla cresta dell'onda" (condotto da Edwige Fenech) ed entra nello staff del programma di classifiche musicali "Tam Tam Village" (condotto da Carlo Massarini) anch'esso in onda su Rai Uno.
Nel 1992 è nel team degli autori del programma musicale “OreZero” della TSI, Televisione della Svizzera Italiana.
Nel 1994 viene assunto dal network televisivo internazionale "Orbit Satellite Television & Radio Network", con sede a Roma, come responsabile del dipartimento "Talent & Artist Relations" per il canale televisivo musicale "Music Now".

#### MTV e VH1
Dal febbraio del 1996 si trasferisce a Milano chiamato dalla neonata MTV dove, a capo del dipartimento "Talent & Music", sovrintende alla strategia musicale del canale, cura le relazioni con artisti e case discografiche, è responsabile del booking di ospiti musicali di programmi quali Sonic, Supersonic, Hot, Select, TRL, e del cast artistico di tutti gli eventi di musica dal vivo: MTV Day, Brand New Tour, Coca Cola Live At MTV, MTV Days, The Summer Song, Trl Awards, Hip Hop Awards, Mtv Awards, MTV Digital Days ed altri. Nel 2005 è autore della edizione italiana del format statunitense “Storytellers”, primo programma “multipiattaforma” di MTV, in onda in diretta streaming online e successivamente sul canale tv, da cui verranno tratti diversi CD, DVD, e un libro. 
Nel 2008 fa parte del team che lancia il nuovo canale di MTV in Grecia. Nello stesso anno gli viene affidata la responsabilità del settore musicale dei canali di MTV per l'area Sud Europa (Francia, Spagna, Portogallo, Italia, Grecia) e successivamente anche per Medio Oriente e Africa. Dal 2016 al 2021 dirige il canale televisivo VH1, versione italiana dell'omonimo canale statunitense del gruppo Viacom. Da allora è Vice President, Talent & Music, South Europe, Middle East, Turkey di Paramount Global.

### Attività giornalistica
È iscritto all'Ordine dei Giornalisti dal 1981.
Negli anni ottanta e novanta del XX secolo scrive per Il Secolo XIX, L'Espresso, Il Globo, Rockstar, Fare Musica, Nuovo Sound, Dance Music Magazine, Musica de La Repubblica.
Dal 2003 collabora con l'edizione italiana di Rolling Stone, dove tiene la rubrica mensile Backwards. Attualmente collabora con La Stampa.

### Attività di disc-jockey
Le prime esperienze come disc jockey risalgono alla metà degli anni settanta del XX secolo in Liguria. 
Negli anni ottanta lavora come dj a Roma nei locali Supersonic, Black Out, Uonna Club. All'inizio degli anni novanta è uno dei protagonisti della scena rave romana, è resident dj al club La Vetrina, organizza la prima Italian Dj Night negli Stati Uniti d'America in occasione del New Music Seminar di New York, ed è il dj che accompagna le esibizioni live del musicista Frankie hi-nrg mc, con il quale apre i concerti di Beastie Boys e Run DMC.
Nel 2001 si esibisce insieme a “La Celebre Crew” come dj in apertura del concerto degli U2 allo Stadio Delle Alpi di Torino. Nel 2004 è il dj ufficiale del tour “Buoni e Cattivi” di Vasco Rossi in 15 stadi italiani, e apre il concerto di Ligabue a Campovolo di fronte a 150.000 persone.
Nell'estate 2004 è “resident dj” al Xueno di Formentera e si esibisce all'Amnesia di Ibiza. Dal 2007 in poi è “opening dj” dei concerti dei Negramaro alle Cave del Duca a Lecce, Stadio Giuseppe Meazza a Milano, Forum di Assago, Arena di Verona, Stadio Olimpico (Roma). Nel 2010 esordisce in America al “The Pianos” di New York e nel 2016 al festival SXSW di Austin, Texas. Il 7 Luglio 2018 è il primo dj ad aprire il concerto di Eminem a Milano esibendosi di fronte a 80.000 spettatori.

### Docenze
Dal 2000 inizia l'attività didattica con docenze presso lo IULM di Milano, lo IED di Milano e Venezia e il Centro Musica di Modena, Dal 2002 in poi tiene il corso annuale di “Programmazione musicale nei media” al Master in Comunicazione Musicale presso l'Università Cattolica del Sacro Cuore di Milano. Dal 2021 è membro dell'Advisory Board del progetto europeo di ricerca e innovazione dell’Università di Bologna “Polifonia: a digital harmonizer for musical heritage knowledge” coordinato dal Department of Modern Languages, Literatures and Cultures (LILEC).

### Festival di Sanremo
Negli anni ’80 è inviato di Radio Rai al Festival, da dove conduce le dirette radio. Nel 1998 fa parte della commissione artistica del Festival di Sanremo. Nell'edizione del 2000 è membro della giuria di qualità. Nel 2019 è il coordinatore musicale della “Super Band” del Dopofestival. Nel 2020 è nel cast del Dopofestival.

### Cinema e Teatro
Nel 2009 è direttore artistico musicale del film Una canzone per te (prodotto da Cattleya) del quale cura la colonna sonora. Nel 2012 cura le musiche dello spettacolo teatrale “Ferite a morte” di Serena Dandini. Dal 2020 è supervisore musicale dei film Sul Più Bello, Ancora Più Bello, Sempre Più Bello. Backstage e consulente musicale della serie TV Sul Più Bello (prodotti da Eagle Pictures).

### Altre attività
Dal 1990 al 1993 è il rappresentante per l'Italia del New Music Seminar di New York. Nel 1992 fonda a Roma la “DGP Entertainment”, agenzia di promozione e management dedicata alle nuove realtà della musica indipendente italiana, che cura artisti quali Almamegretta, Frankie hi-nrg mc, Lory D, Blindosbarra. Nel 1998 fa parte del comitato artistico di "Big Torino 2000 - Biennale Internazionale Arte Giovane". Nel 2013, in collaborazione con la Mediateca della Regione Puglia lancia a Bari il progetto "M.E.M. – Mediateca Emeroteca Musicale" con una donazione di circa 5000 riviste musicali dai primi anni '70 a oggi. Nel 2014 è presidente della giuria italiana dell'Eurovision Song Contest. Dal 2017 al 2021 è Curatore Artistico della Milano Music Week.

## Libri
- Dj Power – L'arte e il mestiere del disc jockey, Castelvecchi, 1997. ISBN 978-88-8210-030-8
- On & On – Percorsi musicali tra classica ed elettronica, Auditorium, 2003. ISBN 88-86784-24-4
- E tutto il mondo fuori, Mondadori, 2005. ISBN 978-88-04-54632-0
- Storytellers (con Paola Maugeri), Tea, 2007. ISBN 978-88-502-1483-9
- Michael Jackson - The Legend, Mondadori, 2009, allegato all' uscita in edicola della discografia di Michael Jackson
- Backwards – The Rolling Stone Files, Caratteri Mobili, 2012, ISBN 978-88-96989-16-6
- Planet Rock – L'ultima rivoluzione, Arcana Editrice, 2016, ISBN 978-88-6231-890-7
- Pop Life, Rizzoli, 2022, ISBN 9788831807364.
- Generazione Alternativa, Rizzoli, ISBN 9788817185097.

## Discografia
Nel 1983 pubblica il singolo "Capita!" sotto lo pseudonimo di D.J. Look, che verrà utilizzato nella colonna sonora del film Delitto in Formula Uno.
Ha curato queste compilation:
- 1992 - Italian Rap Attack (Irma Records)
- 1993 - Planet Rap (BMG)
- 1997 - Mtv 24 Hours Party (Emi)
- 1998 - Mtv Dancefloor Chart Vol.1 (V2)
- 1999 - Mtv Dancefloor Chart Vol.2 (V2)
- 1999 - Mtv Select Compilation (Sony)
- 2000 - Mtv Dancefloor Chart Vol.3 (V2)
- 2000 - Weekendance Selection Vol.1 (Extra Labels)
- 2002 - Weekendance Selection: The Lost Classics of House Music (Extra Labels)
- 2003 - Mtv Brand: New: The Album (Emi)
- 2003 - Alternative Summer (Emi)
- 2008 - Trl Compilation (Sugar)
- 2009 - Trl Story (Universal)
- 2009 - Mtv The Summer Song 2009 (Sony)
- 2010 - Mtv The Summer Song 2010 (Sony)
- 2010 - Trl on the road (Emi)
- 2011 - Mtv Classic anni ‘80 (Sony)
- 2011 - Mtv Classic anni '90 (Sony)
- 2011 - Mtv Classic anni '00 (Sony)
- 2011 - Mtv 100% Christmas (Sony)
- 2012 - Trl Awards 2012 (Sony)
- 2012 - Mtv Hip Hop Awards (Sony)
- 2013 - Radio Capital presenta Splendidi Quarantenni (Sony)
- 2013 - Capital Singles Club (Sony)
- 2016 - Black Or White Christmas (con Massimo Oldani) (Sony)